# اچ‌ام‌اس مانلی (۱۸۰۴)
اچ‌ام‌اس مانلی (۱۸۰۴) (به انگلیسی: HMS Manly (1804)) یک کشتی است که طول آن ۸۰ فوت ۱ اینچ (۲۴٫۴۱ متر) می‌باشد. این کشتی در سال ۱۸۰۴ ساخته شد.